# NGC 1936
NGC 1936 (còn được gọi là IC 2127 và ESO 056-EN111) là một tinh vân phát xạ, là một phần của tinh vân LMC-N44 lớn hơn nằm trong chòm sao Dorado trong Đám mây Magellan lớn của John Herschel năm 1834, được thêm vào Danh mục của Tinh vân và cụm sao như NGC 1936 và được John Dunlop quan sát vào ngày 27 tháng 9 năm 1936 và Williamina Fleming vào năm 1901, sau đó được thêm vào Danh mục Index dưới dạng IC 2127. Độ lớn biểu kiến của nó là 11,60.